# إدوارد وليامز
إدوارد وليامز (2 نوفمبر 1892 في المملكة المتحدة - 20 يناير 1977 بونشستر في المملكة المتحدة) (بالإنجليزية: Edward Williams)‏ هو ضابط وعسكري ولاعب كريكت بريطاني. لعب مع British Army cricket team ‏ وCombined Services cricket team ‏ وDevon County Cricket Club ‏ ونادي مارليبون للكريكت ‏.

## وصلات خارجية
- إدوارد وليامز على موقع إي آس بي آن كريك إنفو (الإنجليزية)